# Arpajon
Arpajon [aʁpaʒɔ̃] ist eine französische Gemeinde mit 11.503 Einwohnern (Stand 1. Januar 2022), die etwa dreißig Kilometer südwestlich von Paris im Großraum Paris innerhalb des Département Essonne und der Region Île-de-France liegt. Der Ort gehört zum Arrondissement Palaiseau und ist Verwaltungssitz des Kantons Arpajon.

## Geografie
Arpajon liegt sehr zentral innerhalb des Département Essonne. Die Gemeindefläche umfasst 2,4 km² und ist durch seine Nähe zur Hauptstadt Paris noch sehr städtisch geprägt. Nach Süden hin finden sich jedoch auch ländliche Charakteristika.
Durch das Stadtzentrum fließt in West-Ost-Richtung die zum Flusssystem der Seine gehörende Orge, hier mündet auch ihr Nebenfluss Rémarde ein. Etwas südlich wird die Stadt von der Eisenbahnlinie, an ihrem westlichen Rand von der Autobahn-ähnlich ausgebauten RN 20 zerschnitten. Das Gelände ist durch den Flusseinschnitt nach Norden zum Hügel von Limas und nach Süden zum Plateau d'Avrainville leicht ansteigend. Arpajon gehört zur Region Beauce. Dies ist eine baum- und strauchlose, mit einer fruchtbaren Lehmdecke überzogene Kalkebene.

## Geschichte

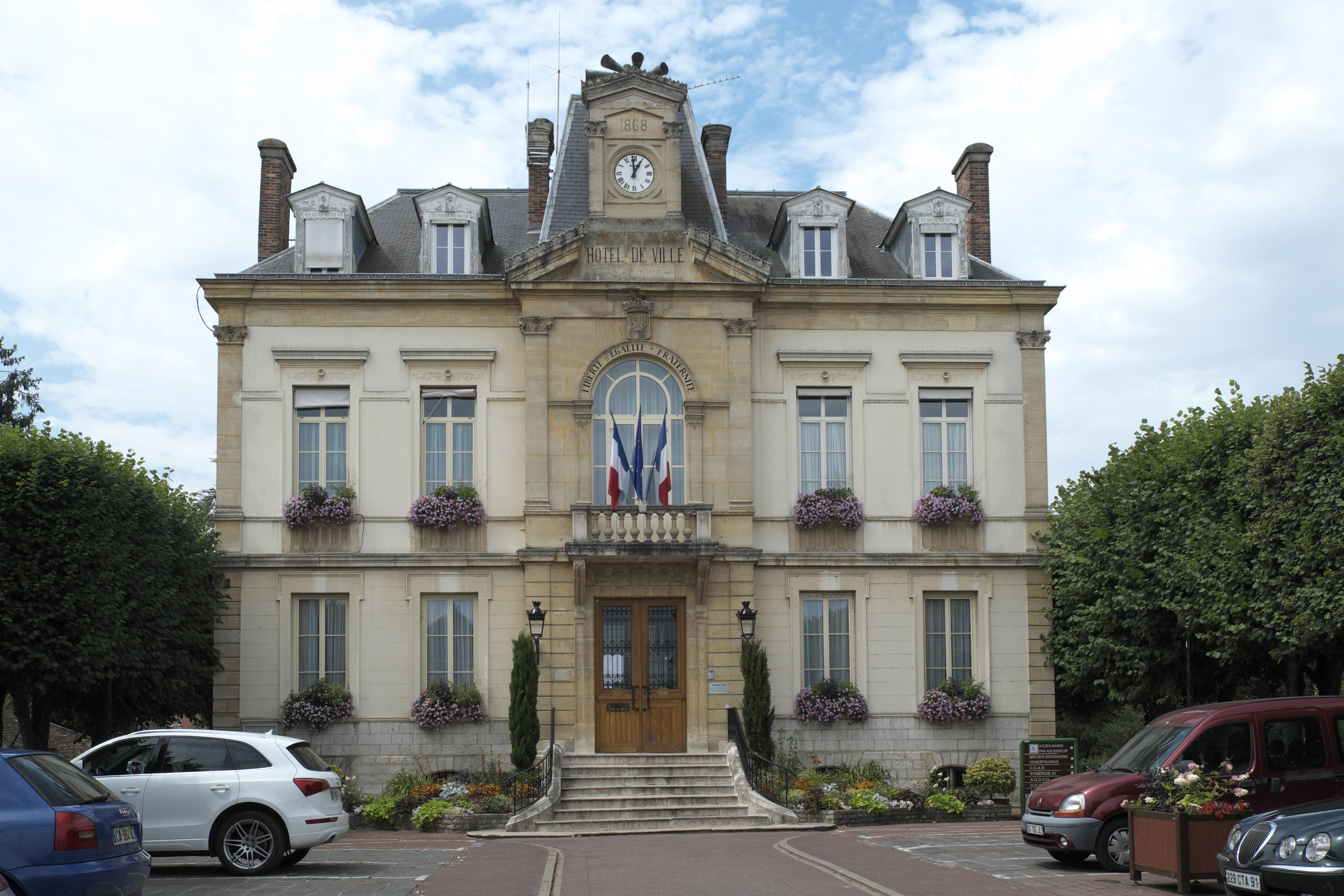
Rathaus von 1868

Schon zu römischer Zeit war hier eine Festung, um den Übergang der Orge zu sichern. Aus dieser Geschichtsperiode rührt auch die damalige Bezeichnung der Stadt „Chastres“, später durch Lautwandel „Châtres“. Um 675 wurde bei Arpajon der spätere Bischof Korbinian von Freising geboren. Das Datum der Stadtwerdung ist nicht bekannt, im Jahre 1360 ist aber von der Belagerung „der Stadt“ durch die Angelsachsen die Rede. Seit 1470 beanspruchten die Herrscher von Marcoussis den Besitz dieses Gebietes, ab 1545 ist die Stadt wieder frei. Ab 1518 errichtete Franz I. in der Nähe der Stadt einen Landsitz, Chanteloup, mit einer großen Gartenanlage, von der aber heute nichts mehr erhalten ist.
Im Jahre 1720 kaufte Louis d’Arpajon, der der großen Familie der Rouergue angehörte und Generalleutnant der königlichen Armee war, dieses Markgrafentum. Er erhielt damit auch das Recht, der Stadt seinen Namen zu geben. Seitdem heißt sie Arpajon. Der Markgraf und sein Schwiegersohn Philippe de Noailles bewohnten das Schloss im Stadtzentrum. Der feudale Lebenswandel wurde jäh beendet: Philippe de Noailles und seine Gattin Anne-Claude d’Arpajon wurden während der Revolution per Guillotine hingerichtet; vom Schloss stehen heute nur noch die Grundmauern, es wurde 1802 zerstört.
Um 1851 gründeten die Brüder Martin aus Limoges eine Schuhfabrik, in der im Jahre 1900 450 Erwachsene und 50 Kinder beschäftigt waren. Zu Beginn des 20. Jahrhunderts wuchs die Bevölkerung – auch in den benachbarten Gemeinden Marcoussis, Linas und Montlhéry – besonders stark an.
In der ersten Hälfte des August 1944 lagen deutsche Bf 109G der I. Gruppe des Jagdgeschwader 5 (I./JG 5) auf einem Flugfeld bei Arpajon.

## Kirche

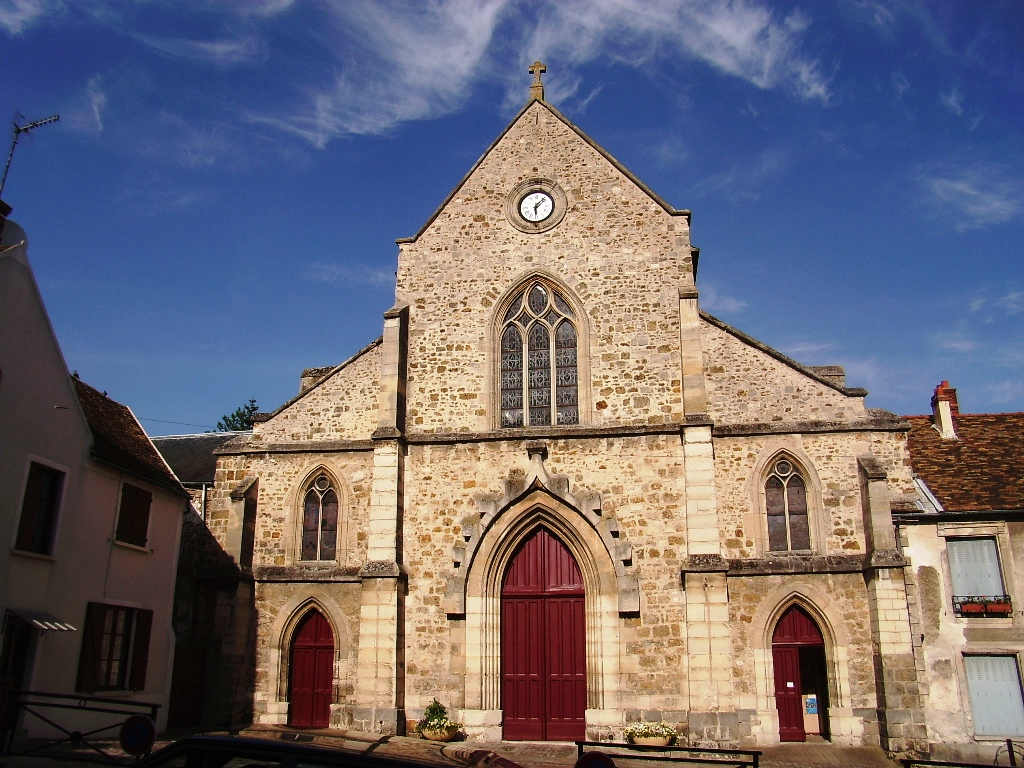
Westfront der Kirche St. Clément

Die Stadt steht unter dem Patronat des hl. Clemens, dem die Kirche geweiht ist. Sie steht in der Tradition der Benediktinerabtei St. Clemens, die 1006 gegründet wurde. Gebaut aus grauem, mit roter Maserung durchsetztem Kalkstein, in der Anlage dreischiffig, wurde sie im Jahre 1510 erstmals grundlegend renoviert. Im 19. Jahrhundert wurde die gotische Fassade Opfer des neuen Baustils. 1995 schließlich wurde rund um das Gebäude eine Drainage gelegt. Dabei wurden mehrere Grabsteinplatten gefunden, die daraufhin ins Innere der Kirche verbracht wurden. Eine von ihnen enthielt eine Inschrift mit dem Sterbedatum von Pierre de Chastres aus dem Jahre 1317. Die Grabplatte von Louis d’Arpajon enthält eine umfangreiche Inschrift mit seinen Ruhmestaten während des Krieges. Er starb am 21. August 1736 und liegt im Chor der Kirche bestattet.
Besonders sehenswert ist auch der alte Glockenturm (ebenfalls von 1006).

## Weitere Sehenswürdigkeiten

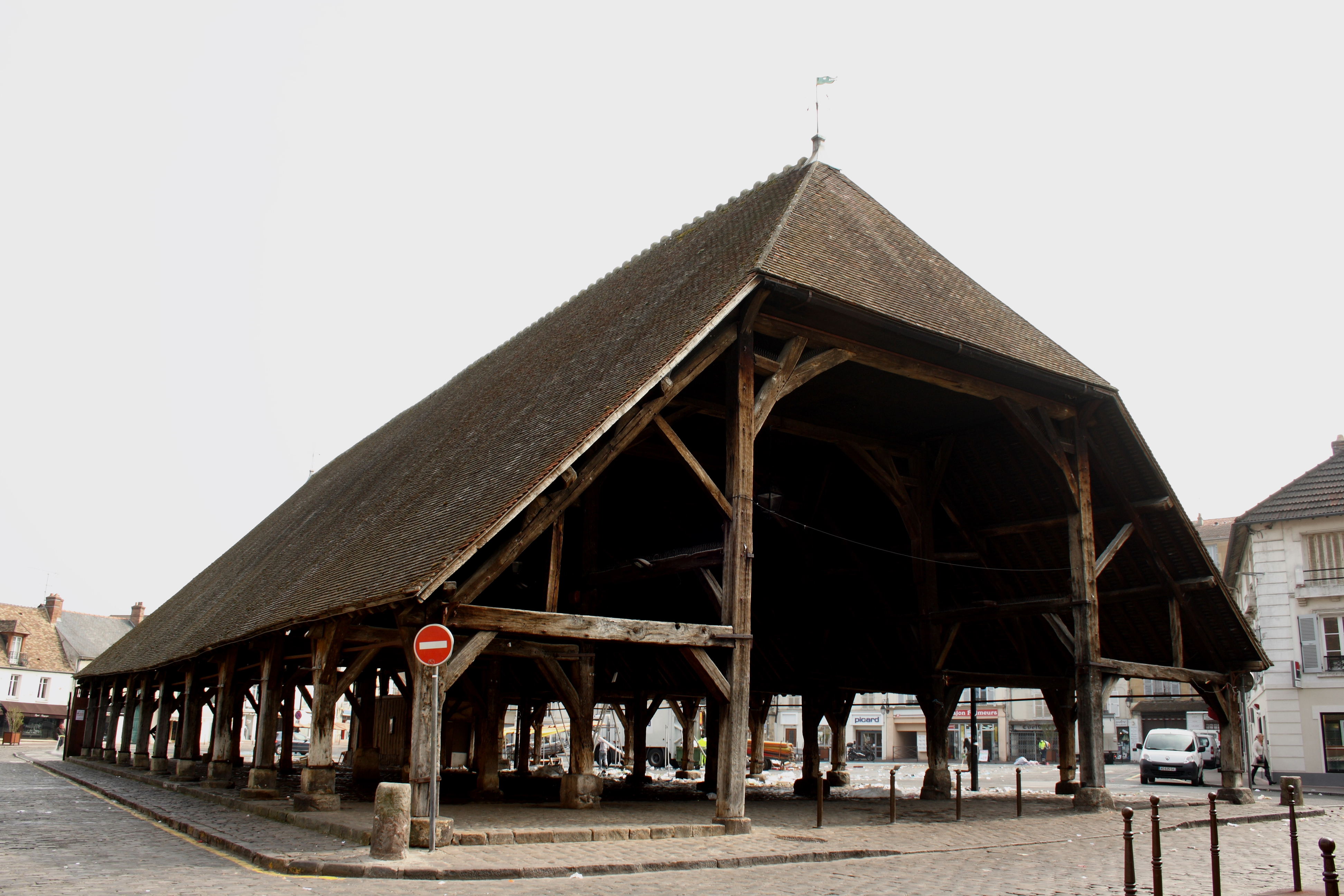
Markthalle

Siehe auch: Liste der Monuments historiques in Arpajon
- Markthalle (Monument historique)
- Wohnhaus Nr. 12, place du Marché (Monument historique)
- Waschhaus aus dem 18. Jahrhundert

## Öffentliche Einrichtungen
Arpajon hat neben dem oben erwähnten Bahnhof eine Polizeistation, ein Postamt, eine Außenstelle des Finanzamtes, aber keine Gerichtsbarkeit.

### Schulen
- drei Gymnasien
  - Lycée Edmond Michelet mit naturwissenschaftlichem und neusprachlichem Zweig
  - Lycée Général Technologique René Cassin
  - Lycée Professionnel Paul Belmondo
- drei Grund- und Hauptschulen
- private Grundschule
- Konservatorium für Musik

### Gesundheitswesen
- Städtische Krankenhaus Centre Hospitalier d'Arpajon
- Privatklinik Clinique des Charmilles
- ein Altenheim Guinchard
- verschiedene Allgemein- und Fachärzte sowie Zahnärzte, Apotheken usw.

### Kultur
In der Stadt gibt es ein Filmstudio. Auch das Zentrum war schon mehrfach Drehort von Filmen. Arpajon pflegt den Film mit einem privaten Kino, das fünf Säle hat und subventioniert wird. Ferner existiert eine Stadtbücherei.
Sehenswert ist die 35 Meter lange und 18 Meter breite Markthalle von 1470, die seit 1921 unter Denkmalschutz (Monument historique) steht. Sie wird noch immer als Markthalle genutzt.

## Verkehr

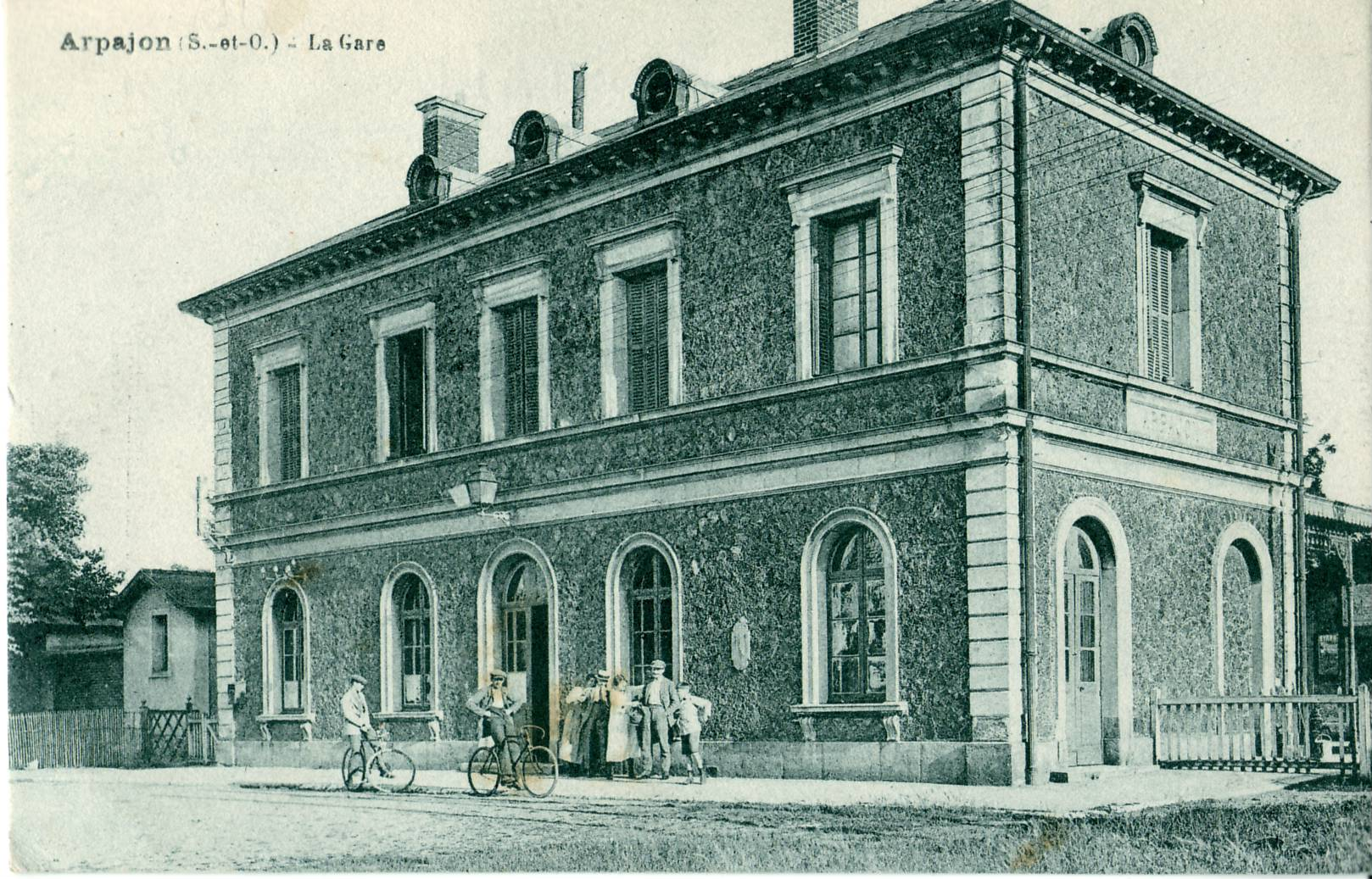
Empfangsgebäude der PO (frühes 20. Jahrhundert)

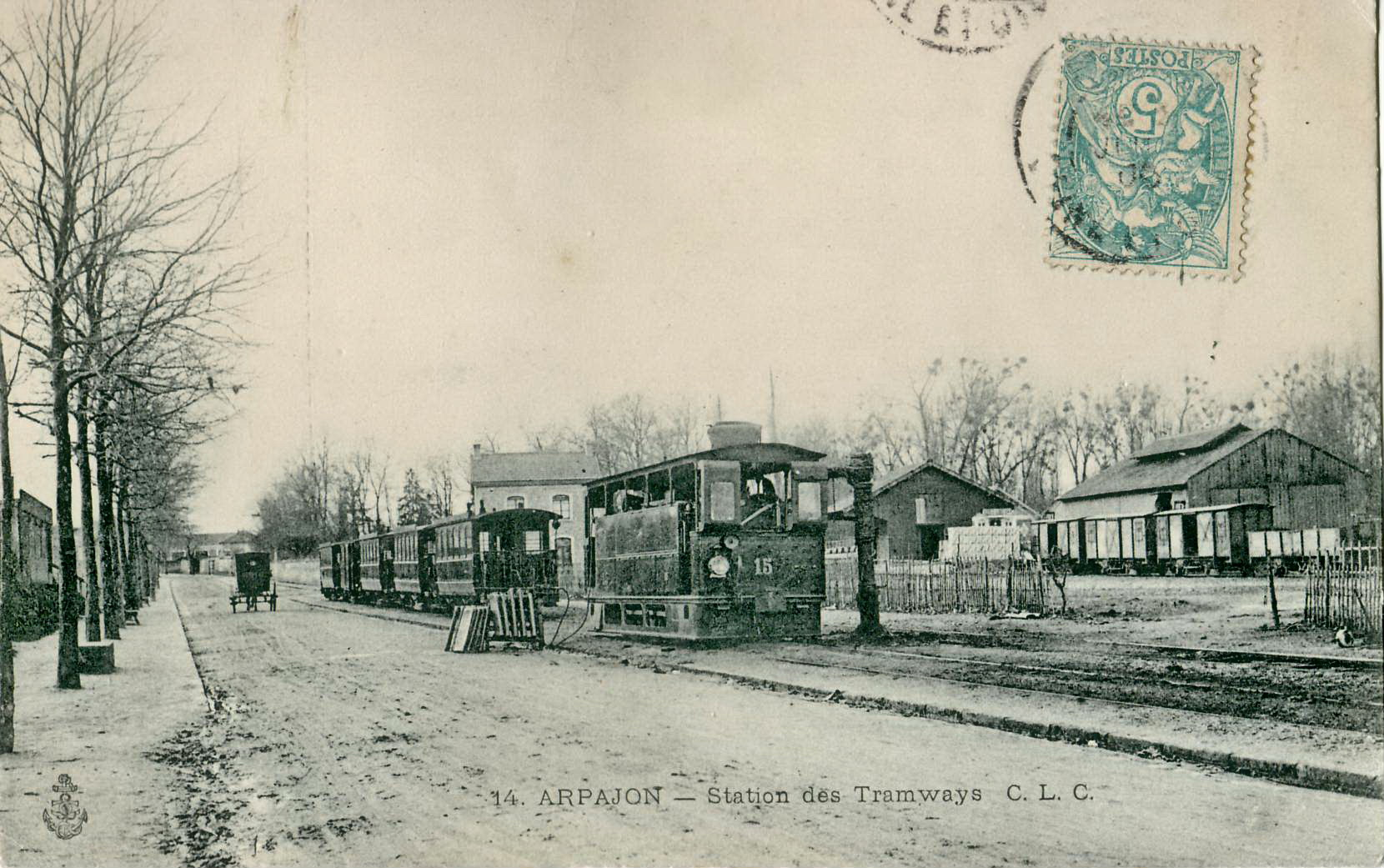
Fahrzeuge des „Arpajonnais“ im Kleinbahnhof (vor 1911)

Im Jahr 1865 eröffnete die Compagnie du chemin de fer de Paris à Orléans (PO) den Abschnitt Brétigny–Vendôme der Bahnstrecke Brétigny–La Membrolle-sur-Choisille, an dem Arpajon einen Bahnhof erhielt. Zwischen 1893 und 1937 existierte zudem eine 32 km lange regelspurige Kleinbahn, genannt „L’Arpajonnais“, zur Porte d’Orléans am südlichen Stadtrand von Paris; von dort verkehrten deren Züge über Straßenbahngleise weiter in das Quartier des Halles, um die dortigen Markthallen mit frischer Ware vom Land zu beliefern. Von 1911 bis 1949 betrieb die Compagnie des chemins de fer de grande banlieue (CGB) eine Eisenbahnstrecke von Arpajon nach Corbeil.
Aktuell wird der Bahnhof von Zügen der Linie C des S-Bahn-ähnlichen Réseau express régional d’Île-de-France (RER) bedient.

## Städtepartnerschaften
Seit 1991 besteht eine Städtepartnerschaft zur 700 km entfernten deutschen Stadt Freising in Bayern.

## Persönlichkeiten
- Korbinian (* um 680; † um 730), geboren bei Arpajon, Gründer des Bistums Freising
- Emmanuel Collard (* 1971), Autorennfahrer, in Arpajon geboren
- Sébastien Hamel (* 1975), ehemaliger französischer Fußballtorhüter, in Arpajon geboren
- Jean-Luc Dompé (* 1995), Fußballspieler
- Koumba Larroque (* 1998), Ringerin